# 贾法拉巴德
贾法拉巴德（Jafarabad），是印度北方邦Jaunpur县的一个城镇。总人口8801（2001年）。

## 人口
该地2001年总人口8801人，其中男性4378人，女性4423人；0—6岁人口1784人，其中男907人，女877人；识字率57.52%，其中男性为67.57%，女性为47.57%。